# Kamer (Adelsgeschlecht)

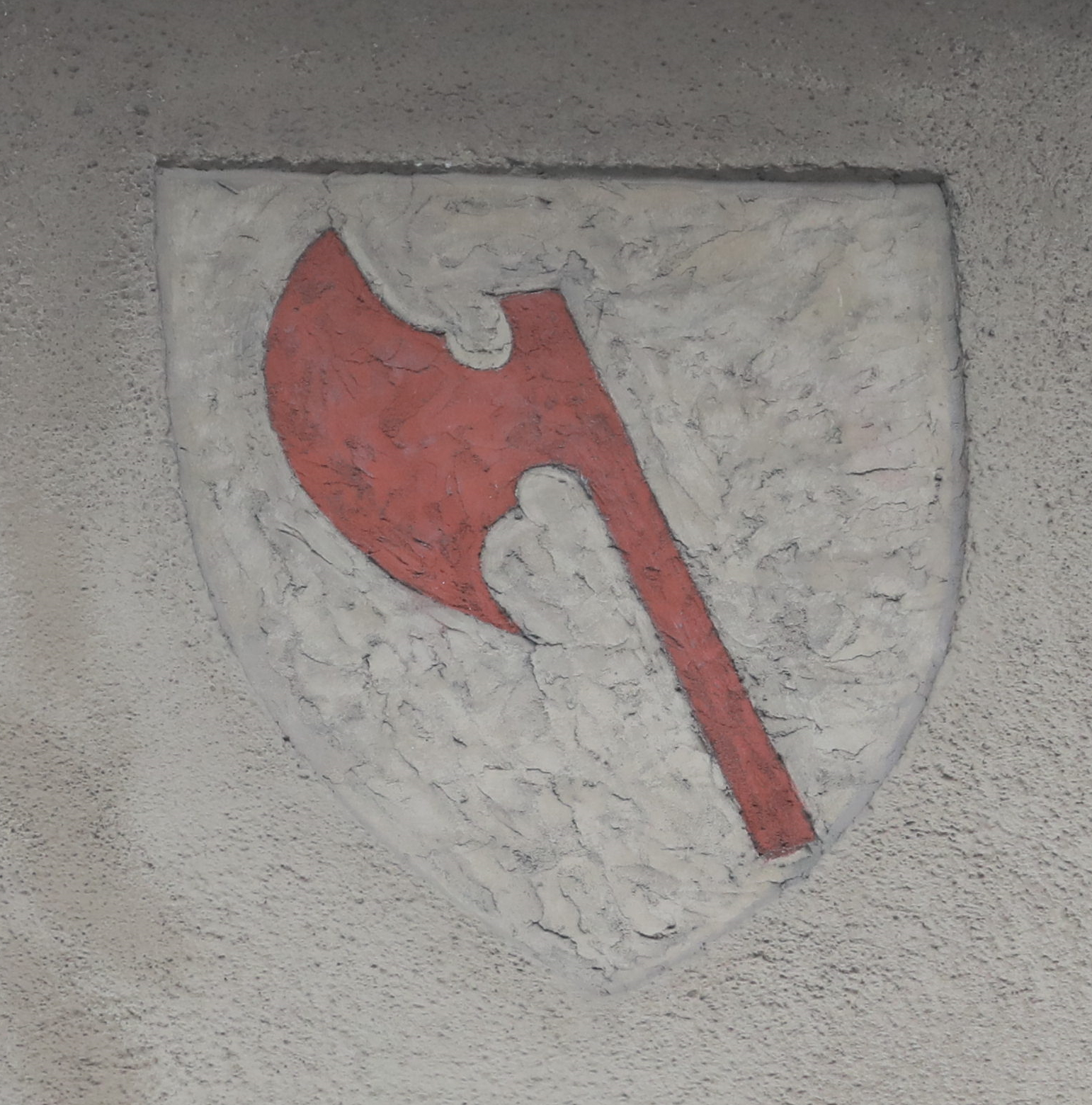
Wappen derer von Kamer am Isartor

Die Herren von Kamer, auch Cammer, waren ein bayerisches Turnieradelsgeschlecht. Sie stammten wahrscheinlich von den Herren von Parteneck ab. Ihr Stammort Kamer im heutigen Landkreis Freising wird inzwischen Hohenkammer genannt.

## Geschichte
Das Begräbnis derer von Kamer liegt, wie auch das ihrer Verwandten von Hilgertshausen, von Massenhausen und von Kamerberg, im Kloster Indersdorf.
Vom Jahr 1080 an bis über die nächsten Jahrhunderte gibt es viele Nachrichten über Turnierteilnahmen derer von Kamer, meist in Regensburg aber auch in Augsburg, Eßling, Landshut, Würzburg, Schweinfurt, Ravensburg, im oberrheinischen Worms und im sächsischen Halle.
Gebhard von Kamer wurde für seine Unterstützung bzw. „wegen des Schardens/ den er in der Schlacht zu Mühldorf genommen“ von Ludwig dem Bayern pfandweise mit der Vogtei „Yllmünster“ entlohnt.
Als Persönlichkeiten treten literarisch hervor: Arnold von Kamer (um 1396–1425), Matthäus von Kamer (um 1425–1440), Jakob von Kamer der Ältere (um 1440–1485), Georg von Kamer (um 1440–1471), Jakob von Kamer der Jüngere (um 1485–1502), Wilhelm von Kamer (um 1470–1500), sowie die drei Brüder Hanns, Valentin und Veit von Kamer (um 1503–1520).
Christoph von Kamer († 1584) starb trotz reichem Erbe in großer Armut und ohne Nachkommen. Er sei der letzte des Geschlechts gewesen, womit es nach diesem Zeitpunkt erlosch.
Weil die Herren von Kamer Ludwig den Bayer in der Schlacht bei Mühldorf unterstützt haben sollen, ist ihr Wappen am Münchner Isartor abgebildet.

## Wappen

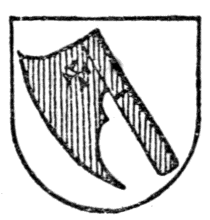
Wappen derer von Kamer bei Arthur Charles Fox-Davies (uncoloriert)

Im Wappen der Herren von Kamer ist eine rote Parte im silbernen Schild abgebildet.